# GXO Logistics
GXO Logistics est une entreprise logistique issue d'une scission de XPO Logistics en 2021.

## Histoire
En février 2022, GXO annonce l'acquisition de Clipper Logistics, une entreprise britannique, pour 1,3 milliard de dollars.
En mars 2024, GXO annonce l'acquisition de Wincanton, une entreprise britannique de logistique ayant 20 000 employés, pour 764 millions de livres, après avoir batailler avec CMA CGM pour cette acquisition.